# Dialektik
Dialektik (grekiska διαλεκτική, dialektike, av dialegein, "plocka isär", egentligen "samtalskonst") är teorin bakom den dialektiska metoden. Det är en dialog mellan två eller fler perspektiv inom retorik och filosofi. Dialektik går ut på att man för påståenden (tes) som bemöts av motargument (antites). Efter noggranna avvägningar sätter man sedan ihop en logisk syntes, där de nya insikterna formuleras.
Dialektik påminner om eristik, men då eristikens mål är att vinna en argumentation, är dialektikens mål istället att nå sanningen eller det sannolika. Dialogen tar ofta form av att den ena parten gör ett påstående eller fråga och bemöts av ett ja eller nej från motparten.

## Antiken

### Zenon
Den förste dialektikern brukar anses vara Zenon från Elea (490–430 f.Kr.). Hans syfte var dock inte att nå sanning. Istället ville Zenon visa aporier, vilket kan leda till paradoxer, det vill säga att ett argument är logiskt giltigt, men slutsatsen blir absurd. Därför måste slutsatsen vara falsk. Senare tänkare som Gilbert Ryle menar att detta snarare rör sig om kategorimisstag. Flera av Zenons paradoxer är bevarade till vår tid, men än idag är endast ett fåtal besvarade.

### Sofisterna
Det sofistiska synsättet är att ett argument aldrig är fullt utvecklat, om inte alla tänkbara motsättningar presenteras. Studenterna fick därför lära sig eristik, som går ut på att “motbevisa sin motståndare, oavsett om han jakat eller nekat påståendet i fråga”. Dialektik är alltså en praktisk färdighet för sofisterna. Det handlar om att vinna diskussioner, snarare än att ha rätt.

### Den sokratiska metoden
Då Sokrates ansåg att sofisterna blott strävade efter att underhålla, och stundtals vilseleda, sina åhörare, ämnade Sokrates att utveckla en bättre metod. Hans metod går ut på att man genom kritiskt ifrågasättande kommer fram till vad som inte är sant, och på så sätt utesluter det som inte kan vara fallet. På så sätt närmar man sig sanningen.
Platon formulerade senare sin lärares (Sokrates) metod och menade att dialektik är den högsta vetenskapen. Genom att befria sig från sina sinnesintryck, kan man fokusera på de logiska resonemangen. Det leder en till kunskapens yttersta grund, då man uppfattar sanningen apriori.

### Aristoteles
Aristoteles menade däremot att den epistemiska sanning som Platon syftar till är ouppnåelig (även om den finns). Då vi inte kan bortse från våra erfarenheter, kan vi inte heller bortse från att delade uppfattningar finns. Det blir alltså mer meningsfullt för Aristoteles att tala om sannolikhet istället för sanning. Det allmänt uppfattade kallas doxa. Aristoteles, däremot, talade om endoxa – de lärdas uppfattning. Då studier ger kunskap, tänkte Aristoteles att de mest lärda gav de mest sannolika utfallen om idéerna.

## Modern tid

### Marx och Engels dialektik
Karl Marx och Friedrich Engels dialektik är en filosofi som berör vetenskapen samt naturen; filosofin utvecklades till stor del i Ryssland och Sovjetunionen. Den har främst inspirerats av Hegels idealistiska dialektik och materialistisk filosofi. Filosofin kom att kallas dialektisk materialism. Marx var materialist men ansåg ändå att Hegel hade rätt om samhällets utveckling och utvecklade därav en dialektisk historiesyn, historiematerialismen. Engels vidareutvecklade detta i sina böcker Anti-Dühring och Naturens dialektik, i vilka han menar att dialektiken omfattade allt i naturen, inte bara samhällets utveckling. Dialektiken indelar världen i motsättningar. I samhället är det klasskampen, det vill säga kampen för produktionsmedlen, som driver utvecklingen framåt.
Sovjetunionen formulerade sin egen version av dialektisk och historisk materialism på 1930-talet under Josef Stalin. Detta blev Sovjetunionens och stalinismens officiella tolkning av marxismen och dess dialektik samt historiematerialism. 

### Kants dialektik
Immanuel Kant använde termen dialektik pejorativt och menade med det en skenbar logik, enligt vilken man inte lär sig något om kunskapens innehåll, utan genom den tomma logiska formen av tänkande skaffar sig skenet av sann kunskap. Därför ville Kant använda termen dialektik endast för att beteckna "en kritik av det dialektiska skenet". Han kallar därför "den transcendentala dialektiken" den del av "kritiken av det rena förnuftet".

### Hegels dialektik

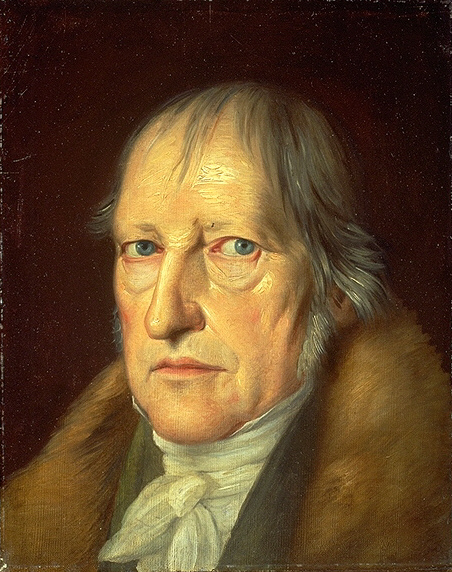
Hegel porträtterad år 1831.

Friedrich Hegel påstår att förnuftet kan upptäckas i historien, trots de stora motsägelserna och kaoset vi vid en ytlig betraktelse kan tro oss se. Dialektiken var Hegels sätt att avslöja människornas felsteg och strävanden och visa hur förnuftet med nödvändighet utvecklas mot ett allt större vetande. För Hegel betyder dialektikens logik att man kan demonstrera hur förnuftet utvecklas till en punkt, där det stöter på självmotsägelser som med nödvändighet tvingar det till en högre sanning som införlivar och upphöjer motsägelsen till ett högre stadium. Detta nya stadium utvecklas men kommer också i sin mogna form att stöta på självmotsägelser som tvingar det till en ny högre form som innesluter de föregående formerna. 
Redan Platon gjorde en distinktion mellan aisthesis, det vi upplever med sinnena och noein, det vi kan uppfatta med vårt förnuft. Hegel pekar på hur dialektiken och förnuftet verkar inom logik, politisk filosofi, ontologi och så vidare och i hans kanske mest berömda verk Andens fenomenologi – medvetandets utveckling mot självmedvetande och absolut vetande. 
Hegel talar ofta om hur dialektiken, som han själv kallade för spekulativ logik, i en första fas är i-sig (an-sich) och hur den utvecklas, mognar och når sin fullmogna fas där konflikt och självmotsägelser blir tydliga. Den övergår då i sin motsats, som upplöser problemen i dess första fas. Dialektiken befinner sig då i en fas som är för-sig (für sich) och på nytt genomgår dialektiken en fas där självmotsägelserna tvingar den till ett nytt och högre stadium, som upphäver de tidigare faserna men införlivar också dessa med den nya fasen som då är i-och-för-sig (an-und-für-sich). Så fortgår motsatsernas spel i en allt högre spiral som enligt Hegel slutar först i det Absoluta.